# Community Resources Against Street Hoodlums
Pour les articles homonymes, voir Crash.
Le Community Resources Against Street Hoodlums (CRASH), en français : Ressources communautaires contre les voyous des rues, est une unité spéciale créée par le Los Angeles Police Department (LAPD), chargée de lutter contre la criminalité liée aux gangs de rue, de 1979 à 2000. Le CRASH est créé dans le centre-sud de Los Angeles, en Californie (États-Unis). Chacune des 18 divisions du LAPD est dotée d'une unité CRASH, dont l'objectif principal est de réprimer la hausse des crimes liés aux gangs de Los Angeles, générée principalement par l'augmentation du trafic de stupéfiants.
Le CRASH fait l'objet du scandale Rampart, en 1997, qui révèle une corruption policière généralisée au sein de l'unité, notamment une implication dans des meurtres, des vols, des brutalités policières, la dissimulation de preuves et la participation à des activités de gangs. Le CRASH est dissous en 2000 et remplacé par la Division des gangs et des stupéfiants du LAPD.

## Histoire

### Création
En 1973, les gangs de rue deviennent rapidement un problème dans la 77ème division de la police de Los Angeles (LAPD), située au centre-sud de Los Angeles. Le chef adjoint Lou Sporrer, commandant du Bureau Sud, responsable des opérations de la 77ème rue et relevant en dernier ressort du chef de la police de Los Angeles, Edward M. Davis, crée une unité d'officiers en uniforme et une section de renseignements en civil. Les deux formations sont combinées pour être identifiés sous le nom de 77th Street Division TRASH, un acronyme pour Total Resources Against Street Hoodlums, en français : Ressources totales contre les voyous des rues, avec l'idée que le LAPD ne voulait pas glamouriser les gangs. Les militants communautaires commencent alors à tenter de faire abolir l'unité TRASH, affirmant que le nom lui-même, signifiant en français : poubelle, nuisait à l'image de ces jeunes rejoignant les gangs. Sporrer accepte un changement de nom, le T de Total devenant un C pour Community, transformant l'acronyme de l'unité en CRASH. Outre la prévention de la criminalité, liée aux gangs, les agents du CRASH doivent également obtenir des informations sur un gang spécifique qui leur est assigné et relayer ces informations entre les districts. La « liberté de mouvement et d'activité » et la nature gung-ho (en) des agents du CRASH conduisent certains d'entre eux à susciter la controverse entre eux et au sein de l'unité du CRASH.
Dans les années 1980, la violence des gangs commence à augmenter de façon spectaculaire, en raison du commerce de la drogue, en particulier avec l'introduction du crack (en).

### L'opération Hammer
L'opération Hammer est une initiative du CRASH, qui débute en 1987, pour réprimer la violence des gangs dans le centre-sud de Los Angeles. En raison de l'augmentation de la violence des gangs et, à la suite d'une soirée anniversaire, a lieu une tuerie au volant, qui entraîne la mort de sept personnes, le chef de la police de l'époque, Daryl Gates, réagit en envoyant des agents du CRASH pour arrêter les membres présumés du gang. Au plus fort de cette opération, en avril 1988, 1 453 personnes sont arrêtées par un millier de policiers, en un seul week-end. Bien que certains la considèrent comme un succès, cette opération et le LAPD sont taxés d'accusations de racisme. Certains pensent que l'opération Hammer a largement utilisé le profilage racial, ciblant les jeunes Afro-Américains et Hispaniques qualifiés de « terroristes urbains » et de « tueurs impitoyables ». Cependant, les partisans de l'opération rétorquent qu'elle n'était pas discriminatoire puisque des plaintes avaient été déposées pour 70 % des personnes arrêtées.

### Le scandale de la division Rampart
Chaque poste de police, ou division, du LAPD avait sa propre unité CRASH. L'une d'elles, la plus importante était située dans la division Rampart.
Le 26 février 1998, Brian Hewitt, officier du CRASH de Rampart, est suspendu puis déchu de son poste lorsque des allégations sont formulées concernant la dissimulation de coups et de l'asphyxie d'Ismail Jiminez. Hewitt est accusé d'avoir étranglé Jiminez, dans une salle d'interrogatoire, lorsque le suspect refuse de fournir des preuves de son activité au sein d'un gang. Quand Jiminez signale à l'hôpital, qu'il a été violenté, les preuves mettent en cause Hewitt et conduisent à son licenciement, à la suite d'une audience du « Board of Rights ».
En août 1998, le même mois où le chef Bernard Parks affirmait que les réformes de la Commission Christopher (en) étaient « essentiellement complètes », l'officier Rafael Pérez, un vétéran de neuf ans du LAPD, est arrêté pour avoir volé 2,7 kilos de cocaïne à la division des biens du ministère. Pérez est d'abord jugé pour un chef d'accusation de possession de cocaïne, destinée à la vente, de vol qualifié et de contrefaçon. Après une annulation du procès, le 7 décembre de la même année, d'autres rapports de vol de cocaïne, par M. Pérez, sont publiés.
En septembre 1999, en échange d'une immunité (en) partielle vis-à-vis des poursuites, il témoigne d'un ensemble d'abus et de fautes professionnelles impliquant soixante-dix agents du CRASH, menaçant d'annuler des milliers de condamnations pénales.
Dans le cadre de sa défense, Pérez implique de nombreux officiers de l'unité anti-gang de la division Rampart, décrivant des passages à tabac réguliers de membres de gangs, plaçant des preuves sur des suspects, falsifiant des rapports et dissimulant des fusillades non provoquées. En mai 2001, l'enquête Rampart conduit cinquante-huit agents, devant un conseil d'administration interne. Parmi eux, douze sont suspendus, sept démissionnent et cinq sont licenciés. Perez avoue avoir piégé Javier Ovando (en), membre du 18th Street Gang, qui a été abattu par Nino Durden (en) et Pérez, le 12 octobre 1996.

### Dissolution
En mars 2000, le CRASH est démantelé après avoir été progressivement réduit à la suite du scandale Rampart, et remplacé par une unité anti-gang similaire, connue sous le nom de LAPD Gangs and Narcotics Division. Les exigences minimales pour intégrer cette nouvelle unité sont plus élevées que celles du CRASH, ce qui implique que les recrues aient une expérience suffisamment longue et un faible nombre de plaintes à leur encontre,. Les principales catégories de délits et de tentatives de délits en 2000, à Los Angeles, ont alors augmenté par rapport à l'année précédente, lorsque le CRASH était au complet. Kevin Starr (en), le bibliothécaire de l'État de Californie, a écrit dans son histoire de la Californie, dans les années 1990, que « le CRASH ... est devenu, en fait, le gang le plus dur à cuire de la ville ».

## Dans la culture populaire
Une version fictive du CRASH apparaît, comme le principal antagoniste, dans le jeu vidéo Grand Theft Auto: San Andreas, sorti en 2004. Tout comme son homologue réel, de la police de Los Angeles, le CRASH est très corrompu et dirigé par les officiers Eddie Pulaski et Frank Tenpenny, qui ont des liens avec des gangs criminels à Los Santos, San Andreas (les villes de Los Angeles et la Californie dans l'univers de Grand Theft Auto).
Le scandale CRASH a servi d'inspiration à la série The Shield .

### Source de la traduction
- (en) Cet article est partiellement ou en totalité issu de l’article de Wikipédia en anglais intitulé « Community Resources Against Street Hoodlums » (voir la liste des auteurs).